# ガーグローン城

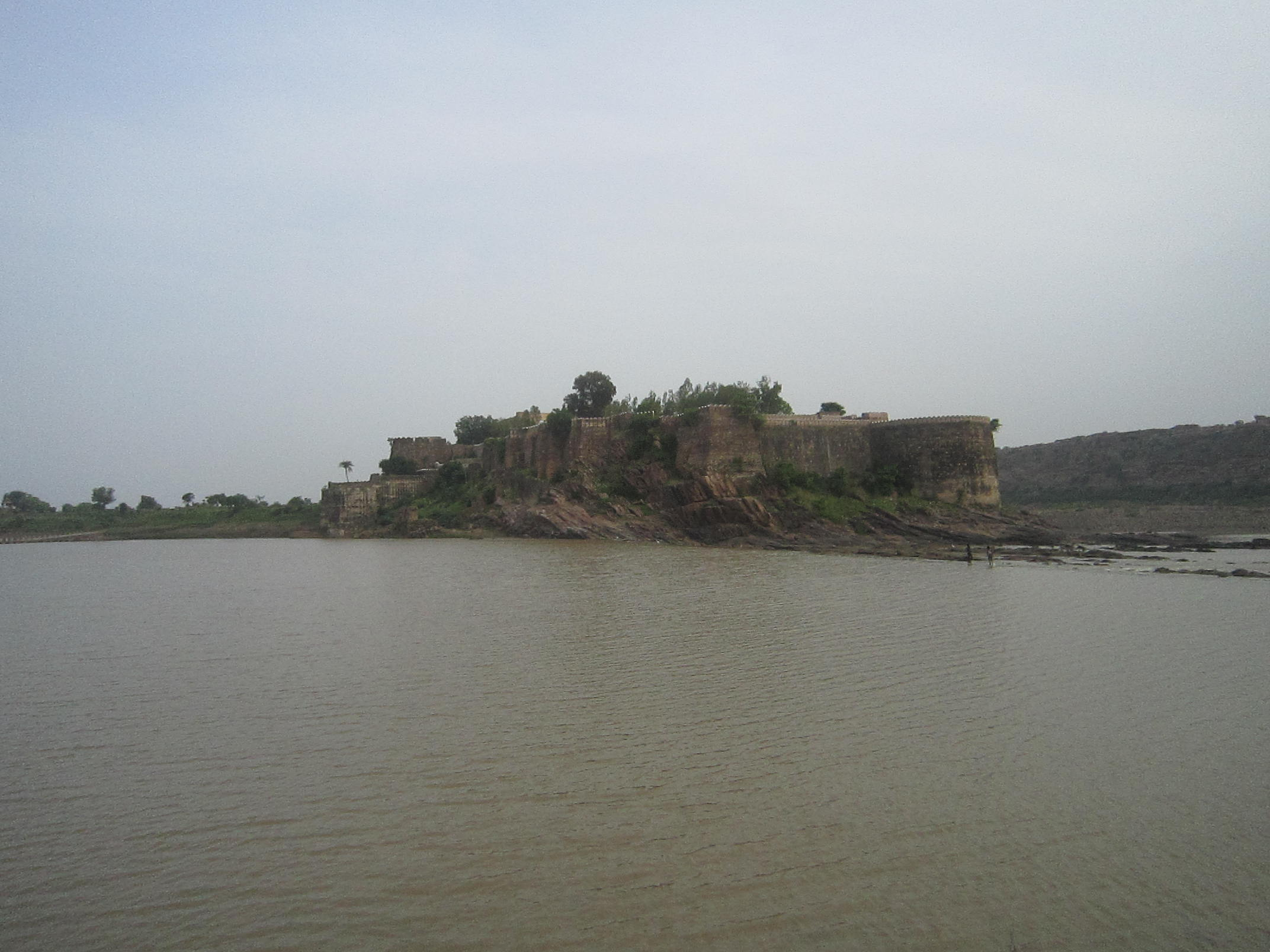
ガーグローン城

ガーグローン城（ガーグローンじょう、ヒンディー語：गागरोन का किला Gāgrōn Kā Kilā、英語：Gagron Fort）は、インドのラージャスターン州、ジャーラーワール県の都市ジャーラーワールに存在する城。

## 歴史
2013年、ほかのラージャスターン州の城と合わせて、世界遺産に登録された。